# NS 8400
De serie NS 8400 was een serie tenderlocomotieven van de Nederlandse Spoorwegen (NS) en diens voorganger Maatschappij tot Exploitatie van Staatsspoorwegen (SS), die oorspronkelijk als locomotief met losse tender gebouwd zijn. 

## Aflevering met asindeling C (SS 206-211, 92-94)
Vanaf 1 juli 1866 exploiteerde de SS de lijnen Eindhoven - Valkenswaard - Hasselt - Tongeren - Luik en de zijlijn Liers - Ans - Flémalle, die toebehoorden aan de Compagnie du chemin de fer Liégeois-Limbourgeois et des prolongements, ook wel Luik-Limburgse Spoorweg genoemd. Het gedeelte Tongeren - Liers - Flémalle bevatte een aantal steile hellingen. Om deze reden liet de SS voor het desbetreffende traject een aantal locomotieven bouwen door Beyer, Peacock and Company in Manchester. De eerste locomotieven werden in 1871 in dienst gesteld met de nummers 206-211. Vervolgens werden in 1880 soortgelijke, maar enigszins afwijkende locomotieven met de nummers 92-94 in dienst genomen.  
Deze locomotieven bleken goed geschikt te zijn voor het hellingrijke traject en deden daar dienst tot 1898, toen de exploitatie van het Belgische gedeelte werd overgenomen door de État Belge. Oorspronkelijk hadden deze locomotieven tweeassige tenders. In 1905 en 1906 werden de 92-94  uiteindelijk voorzien van grotere, drieassige tenders.

## Ombouw tot C'1 Rangeerlocomotieven (SS 91-99)
In 1916 werd begonnen met het ombouwen van de locomotieven met losse tenders tot tenderlocomotieven voor de rangeerdienst. Dit werd gedaan in de eigen Centrale werkplaats van de SS in Tilburg. Bij hun verbouwing werden de locomotieven vernummerd in SS 91-99. De eerste tenderlocomotief van deze serie kwam gereed in 1918 en de laatste in 1921. 

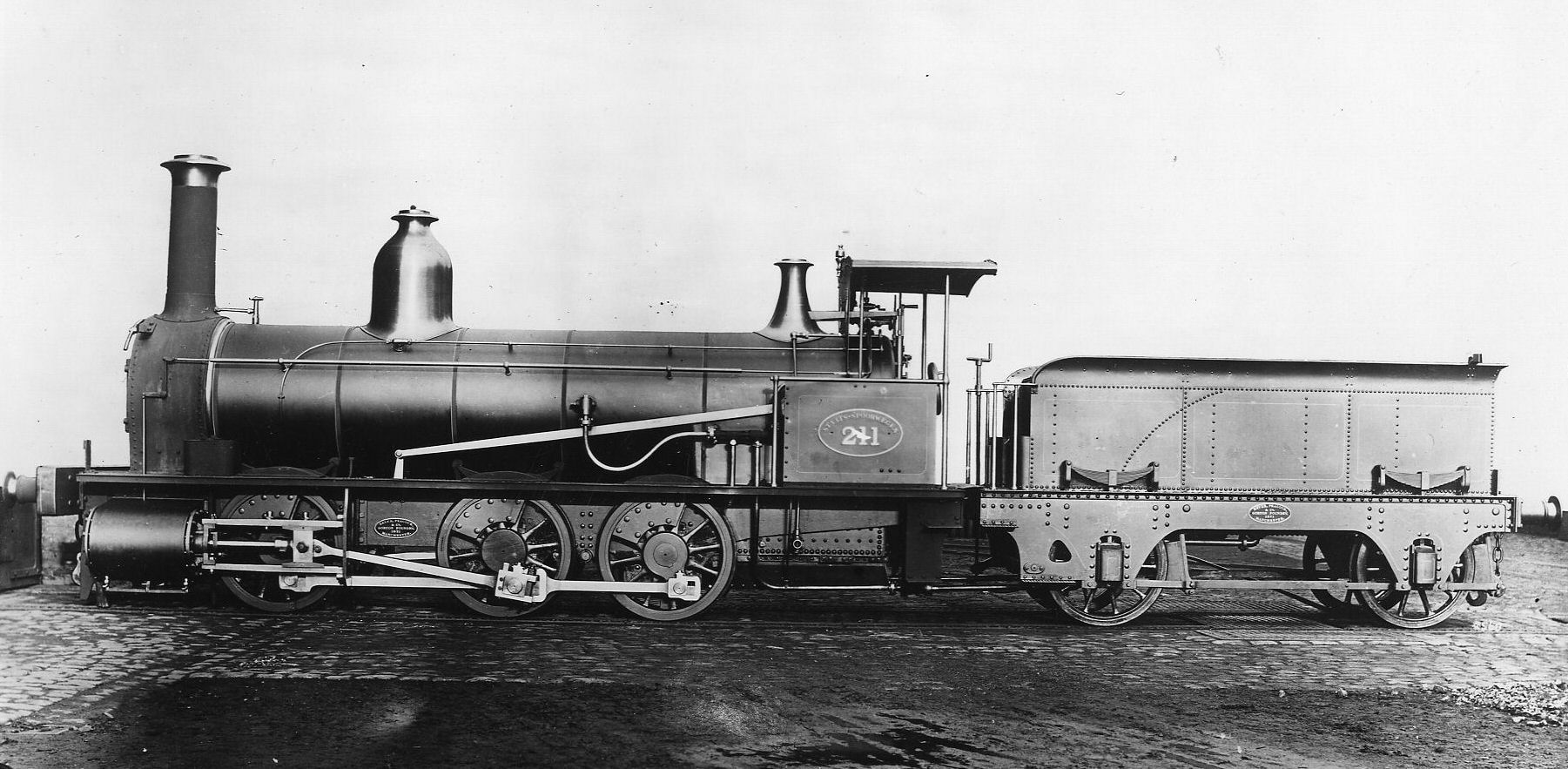
SS 211 in oorspronkelijke toestand in 1877 met asindeling C (later NS 8406).

## NS periode (NS 8401-8409)
Bij de samenvoeging van het materieelpark van de HSM en de SS in 1921 kregen de locomotieven van deze serie de NS-nummers 8401-8409. Vanaf 1925 werden alle originele ketels van deze locomotieven vervangen door nieuwe ketels met een maximum stoomspanning van 10 kg/cm². Na deze verbouwing werden de locomotieven nog veelvuldig ingezet in de rangeerdienst, zoals op de meeste grote depots. 
Tijdens de spoorwegstaking van 1944 en 1945 werden vier locomotieven van deze serie weggevoerd naar Duitsland, vanwaar zij met grote schade terugkeerden. In dezelfde periode liepen enkele andere locomotieven van deze serie ook schade op in Nederland, waardoor de meeste locomotieven van de serie 8400 in afwachting van sloop te Baarle-Nassau geplaatst werden. In 1948 werd de 8401, 77 jaar na haar indienststelling, als laatste van de serie afgevoerd. Er is geen exemplaar bewaard gebleven. 

## Kenmerken
| NS 8400                           | NS 8400                                                    | NS 8400                                                    | NS 8400                            |
| --------------------------------- | ---------------------------------------------------------- | ---------------------------------------------------------- | ---------------------------------- |
| Periode                           | 1871-1916                                                  | 1871-1916                                                  | 1916-1948                          |
| Uitvoering                        | Oorspronkelijke uitvoering als locomotief met losse tender | Oorspronkelijke uitvoering als locomotief met losse tender | Na verbouwing tot tenderlocomotief |
| Aantal                            | 6                                                          | 3                                                          | 9                                  |
| Nummering SS                      | 206-211                                                    | 92-94                                                      | SS 91-99                           |
| Nummering NS                      | n.v.t.                                                     | n.v.t.                                                     | NS 8401-8409                       |
| Fabrikant                         | Beyer, Peacock and Company                                 | Beyer, Peacock and Company                                 | Centrale werkplaats Tilburg        |
| In dienst                         | 1871                                                       | 1880                                                       | 1918-1921                          |
| Uit dienst                        | ?                                                          | ?                                                          | Laatste in 1948                    |
| Asindeling                        | C                                                          | C                                                          | C'1                                |
| Spoorwijdte                       | 1435 mm                                                    | 1435 mm                                                    | 1435 mm                            |
| Gewicht locomotief                | 34,6 ton                                                   | 34,6 ton                                                   | 51 ton                             |
| Gewicht tender                    | 17,1 ton                                                   | 20,3 ton                                                   | n.v.t.                             |
| Middellijn drijfwielen            | 1156 mm                                                    | 1156 mm                                                    | 1170 mm                            |
| Lengte over buffers               | 13372 mm                                                   | 14514 mm                                                   | 10091 mm                           |
| Maximumsnelheid                   | ?                                                          | ?                                                          | 45 km/u                            |
| Verwarmd oppervlak vuurkist       | 8,5 m²                                                     | 8,5 m²                                                     | 8 m²                               |
| Verwarmd oppervlak vlampijpen     | 103,5 m²                                                   | 103,5 m²                                                   | 103 m²                             |
| Roosteroppervlak                  | 1,67 m²                                                    | 1,67 m²                                                    | 1,67 m²                            |
| Maximum stoomspanning             | 8,3 kg/cm²                                                 | 8,3 kg/cm²                                                 | 8,3 kg/cm², later: 10 kg/cm²       |
| Aantal cilinders                  | 2                                                          | 2                                                          | 2                                  |
| Middellijn x slaglengte cilinders | 457 mm x 610 mm                                            | 457 mm x 610 mm                                            | 457 mm x 610 mm                    |
| Stoomverdeling                    | Stephenson                                                 | Stephenson                                                 | Stephenson                         |
| Waterinhoud                       | 5,2 m³                                                     | 5,9 m³, later: 8,7 m³                                      | 4,8 m³                             |
| Brandstofvoorraad                 | 3 ton kolen                                                | 4 ton kolen                                                | 1,8 ton kolen                      |
| Trekkracht                        | 6390 kg                                                    | 6390 kg                                                    | 7620 kg                            |
| Soortmerk NS                      | n.v.t.                                                     | n.v.t.                                                     | R³                                 |